# Boris Savinkov
Boris Viktorovich Savinkov (russo: Бори́с Ви́кторович Са́винков; Carcóvia, 19 de janeiro de 1879 - Moscou, 7 de maio de 1925) foi um escritor e revolucionário russo. Como um dos líderes da Organização de Combate do Partido Socialista Revolucionário, ele se envolveu no assassinato de vários altos funcionários imperiais em 1904 e 1905.
Após a Revolução de Fevereiro de 1917, ele se tornou Ministro Adjunto da Guerra (no cargo de julho a agosto de 1917) no Governo Provisório. Após a Revolução de Outubro do mesmo ano, ele organizou a resistência armada contra os bolcheviques no poder. Savinkov emigrou da Rússia Soviética em 1920, mas em 1924 a OGPU o atraiu de volta para a União Soviética e o prendeu. Ele foi morto na prisão ou cometeu suicídio.